# ويليام بوكلاند
ويليام بوكلاند (بالإنجليزية: William Buckland)‏ هو مهندس معماري أمريكي، ولد في 1734 في أكسفورد في المملكة المتحدة، وتوفي في 1774.